# 蕭道成
齐高帝萧道成（427年—482年4月11日），字绍伯，小字鬬將，南蘭陵蘭陵（今江蘇武進）人。南北朝時代軍事家、政治家，南朝第二個皇朝南齊开国皇帝。
蕭道成出身將門，以戎旅起家，屢次征伐外敵、平定內亂有功。劉宋末年政治混亂，道成入朝累官為「四貴」權臣，後來更參預廢立，終於篡宋建齊。在位共四年，是蘭陵蕭氏的始祖之一。

## 生平
蕭道成為宋揚武將軍蕭承之第三子，生於宋文帝元嘉四年丁卯歲（427年）。高祖父蕭整，是東海蘭陵（今山東省蘭陵縣）人，西晉時為淮陰縣令。永嘉末年，五胡亂華，蕭整隨晉室南渡，居住在晉陵郡武進縣東城里。依照江左僑姓習俗，蕭氏一族遂為南蘭陵蘭陵人。
根據《南齊書》記載，蕭整系漢相蕭何、漢儒蕭望之後代，蕭道成即蕭何的二十四世孫。此說為《梁書》《南史》等沿用，但歷代都有學者對蘭陵蕭氏的世系表示質疑，認為存在攀附之嫌。

### 年少從戎
元嘉十六年（439年），儒學大家雷次宗開始在雞籠山講學，蕭道成便前去學習了《禮記》及《左傳》等儒家經典。
十七年（440年），因為彭城王劉義康因與文帝之間的矛盾日漸明顯，故自行上表求退，因而被外放為都督江州諸軍事、江州刺史，鎮守在豫章（今江西省南昌市），蕭道成父親蕭承之領兵駐防，道成因此放棄學業與父親南下。道成時年十三歲，與正妻劉智容生下長子蕭賾。
十九年（442年），竟陵（今湖北省天門市）當地的蠻族動亂，宋文帝便派遣蕭道成領一支偏軍前去討伐沔水(漢水)北部一帶的蠻族。
二十一年（444年），蕭道成率兵與北魏交戰，軍至丘檻山，擊敗魏軍。
二十三年（446年），蕭道成受命隨同雍州刺史蕭思話，前往鎮守襄陽，駐軍衛戍沔北。並且前往征討樊、鄧等一眾山中的蠻族部落，成功攻破其聚落，受任命為左軍中兵參軍。
二十七年（450年），北魏進犯汝南（今河南省駐馬店市），行汝南郡事陳憲被圍困，朝廷派遣寧朔將軍臧質、安蠻司馬劉康祖前往救援。宋文帝便派蕭道成負責宣傳聖旨，並節度諸軍。隨後這些援軍聽聞北魏太武帝拓跋燾已經率軍前往彭城，臧質等人便率軍回援，當軍隊到達盱眙時，蕭道成與臧質別軍將領胡宗之等五軍，合計步騎數千人，作為援軍的前鋒。但此時拓跋燾早已渡過淮河，因此兩軍便在莞山下相遇，宋軍戰敗，沿著淮河潰退，胡宗之等將領皆戰死。蕭道成率殘兵退往臧質之處固守，被魏軍合兵圍攻，形勢一度十分危急，但最後道成還是成功堅守，並順利返回京城。
二十九年（452年），蕭道成率領偏軍征討仇池國，並成功攻克了蘭皋戍、武興戍二壘（今陕西省略陽縣）。而後從谷口入關中，在距離长安尚有八十里時，宋梁州刺史、寧遠將軍劉秀之派遣司馬馬注前来協助蕭道成，二人合力攻克了談堤城，魏將拓跋齊逃走。隨後北魏救兵趕到，蕭道成考慮到己方兵少而疲，又聽聞宋文帝駕崩，便燒城撤兵到南鄭（今陕西省漢中市）。而同年道成也襲封了父親蕭承之的晉興縣五等男的爵位和食邑三百四十戶。

### 平步青雲
宋孝武帝孝建初年，以蕭道成為江夏王劉義恭的大司馬參軍。孝建三年十月丙午（456年12月7日），劉義恭進位太宰，領司徒，蕭道成也獲右遷，歷任員外郎、直閣中書舍人等。大明二年（458年）轉任撫軍將軍西陽王劉子尚參軍，而後又改任京師建康縣令。
大明五年（461年），宋孝武帝堂妹殷淑儀得寵，十月乙卯（11月20日），以殷淑儀之子新安王劉子鸞為北中郎將、南徐州刺史，領南琅邪太守。蕭道成也因此受選任為北中郎中兵參軍。而此時其母陳道正過世，道成便辭官服喪。服喪完後又復前職。
前廢帝景和元年（465年），蕭道成升任為後軍將軍。明帝泰始元年（465年）轉任為右軍將軍。

### 義嘉從龍
泰始二年（466年），江州長史鄧琬與雍州刺史袁顗等，在尋陽城推舉時年十歲的鎮軍將軍、江州刺史晉安王劉子勛為帝，年號義嘉，並得到全國州鎮的支持，出兵討伐建康的宋明帝劉彧政權，史稱「義嘉之難」。
而前一年末，會稽太守、尋陽王劉子房在行會稽郡事的孔覬主導下，舉東方五郡（會稽、東陽、新安、臨海、永嘉）起事，以響應義嘉政權。於是明帝加蕭道成為輔國將軍，率軍前往平叛。到了晉陵，與劉子房手下的前鋒將領程捍、孫曇瓘等發生戰鬥，一天之間大破劉子房手下十二座堡壘，並分軍平定周遭諸縣，晉陵太守袁摽棄城走，東方諸郡遂平定了下來。
徐州刺史薛安都在彭城舉兵反抗明帝政權，派遣其从子左將軍薛索兒攻打淮陰。山陽（今山東省巨野縣一帶）太守程天祚舉城叛宋投降北魏，徐州刺史申令孫亦再度投降北魏，於是明帝調蕭道成前往討伐。
此時的蕭道成剛從東方諸郡返還，又要準備征討南方，率軍駐紮在新亭，在接到明帝的命令後，隨即調軍北上。劉宋前軍此時已出發，之後蕭道成就接報，薛索兒已經率步騎兵萬餘人，從睢陵渡過淮河，並擊殺禁軍將領孫耿，其軍隊已經直逼前軍鎮軍將軍張永的軍營，軍情告急。明帝在聽聞此消息後，急忙派遣蕭道成前往支援。隨後蕭道成在淮陰打敗薛索兒，追殺至徐州附近的鍾離，而後得勝回朝，朝廷任命蕭道成为驍騎將軍，封西陽縣侯，食邑六百戶。同時遷任衛將軍巴陵王劉休若司馬，隨巴陵王鎮守會稽（今浙江省紹興市）。
八月，義嘉政權派遣臨川內史張淹自鄱陽沿著山道進入三吳地區，禁軍將領沈思仁與偽龍驤將軍任皇、鎮西參軍劉越緒各自據險相守。明帝派遣蕭道成領兵三千人前往討伐。此時朝廷所有軍械物資皆提供給南討的軍隊，蕭道成所率三千人軍資匱乏，於是道成就用棕皮編成馬具裝，並砍竹子充作箭矢，隨後在夜晚舉著火把進軍，敵軍一見蕭道成部火炬連綿不斷，嚇得不戰而逃。因此功，蕭道成進封為征北大將軍桂陽王劉休範司馬、南東海太守、行南徐州事。
十月，徐州刺史薛安都原本見聯軍土崩瓦解，欲向朝廷上表請降，明帝受降卻採取強硬姿態，派遣鎮軍將軍張永、中領軍沈攸之率五萬兵馬北上相迎其來朝。薛安都見此遂決心在彭城（今江蘇省徐州市）叛歸北魏，張永等兵敗彭城，淮南地區劉宋勢力薄弱，便以蕭道成為假冠軍將軍、持節、都督北討前鋒諸軍事，鎮守淮陰（今江蘇省淮安市）。
泰始三年（467年），前將軍沈攸之、前軍將軍吴喜等北伐軍隊在睢口兵敗，蕭道成奉命解圍淮北。解圍成功後，蕭道成升任為督南兗、徐二州諸軍事、南兗州刺史，持節、假冠軍將軍、督北討前鋒諸軍事，鎮守在廣陵。泰始五年（469年），蕭道成持節都督兗、青、冀三州諸軍事。

### 明帝生疑

蕭道成像

泰始六年（470年）六月，由於蕭道成在軍中日久，所以民間都說蕭道成長得和普通人不一樣，應該成為天子。明帝因此對其暗生疑心，想把蕭道成調回中央，以剝奪其兵權，因此把他任命為黃門侍郎、領越騎校尉，蕭道成畏懼而不敢拜受。此時蕭道成手下的冠軍參軍荀伯玉勸蕭道成派遣數十騎兵進入北魏境內，張貼布告，號召北魏百姓起義。北魏朝廷聽聞此事，果然派出游騎兵數百人，沿著兩國的邊境來回巡邏。蕭道成以此消息報告給劉宋朝廷，明帝只好恢復授予其冠軍將軍之職，留守本任。九月，蕭道成所部被更動駐地，從廣陵調到淮陰。
泰始七年（471年）七月，明帝擔心蕭道成在淮陰有二心，與北魏有所勾連，遂派遣淮陵太守、冠軍將軍吳喜率領三千人北使淮陰，並將軍隊駐紮在破釜，單人攜帶明帝所賜的銀壺酒封賜給蕭道成。道成對此甚是畏懼，擔心這是毒酒，想要逃走，吳喜將情況告知以軍裝出來迎接的蕭道成，並且先將酒飲下，以表示無毒，道成見到之後便也飲下酒。隨後吳喜返回建康，將蕭道成的情況上報給明帝，保證蕭道成的忠誠，明帝甚為欣喜。
不久，明帝擔心吳喜素有計謀，會對太子劉昱有所威脅，便將吳喜害死。隨後又召蕭道成回建康，部下都認為蕭道成此去凶險，勸他不要回去，但蕭道成說道:「你們並没有看透如前國內的形勢，只是因為如今太子年纪太小，擔心自己的兄弟在其死後會對太子有所威脅，所以才把自己的兄弟一一剪除，與他人無關。如今我必須立即出發返回京城，若有稍微延誤觀望，我必定受到陛下的猜忌。而且，如今皇室之間骨肉相殘，其政權勢必難以長久，諸位如今大禍將臨，要與我同心協力才是。」隨即道成抵達建康，果然無事，並拜散騎常侍、太子左衛率，並加邑二百戶（食邑八百戶）。

### 入朝輔政
泰豫元年四月己亥（472年5月10日），宋明帝劉彧駕崩，年僅9歲的劉昱即位。明帝遺詔中先任命了小皇帝的叔叔，江州刺史、桂陽王劉休範加任為司空、侍中，隨後更是任命了五位託孤顧命大臣，分別是：
- 中書令、護軍將軍、散騎常侍褚淵
- 中領軍、尚書右僕射劉勔
- 尚書令、丹陽尹袁粲
- 使持節、都督荊湘雍益寧南北秦八州諸軍事、征西將軍、開府儀同三司、荊州刺史、散騎常侍蔡興宗
- 持節、都督郢州及豫州西西陽及司州之義陽二郡諸軍事、鎮軍將軍、郢州刺史沈攸之

又因褚淵素來與蕭道成關係良好，因此向當時臥病的宋明帝推薦蕭道成，因此在遺詔之中將蕭道成任命為右衛將軍，領衛尉，加兵五百人，與上述大臣共掌機要大事。
而後，蕭道成又別領東北選事。不久蕭道成被解除衛尉的職位，改加任侍中，並負責石頭城的防務軍事。

### 平亂掌權

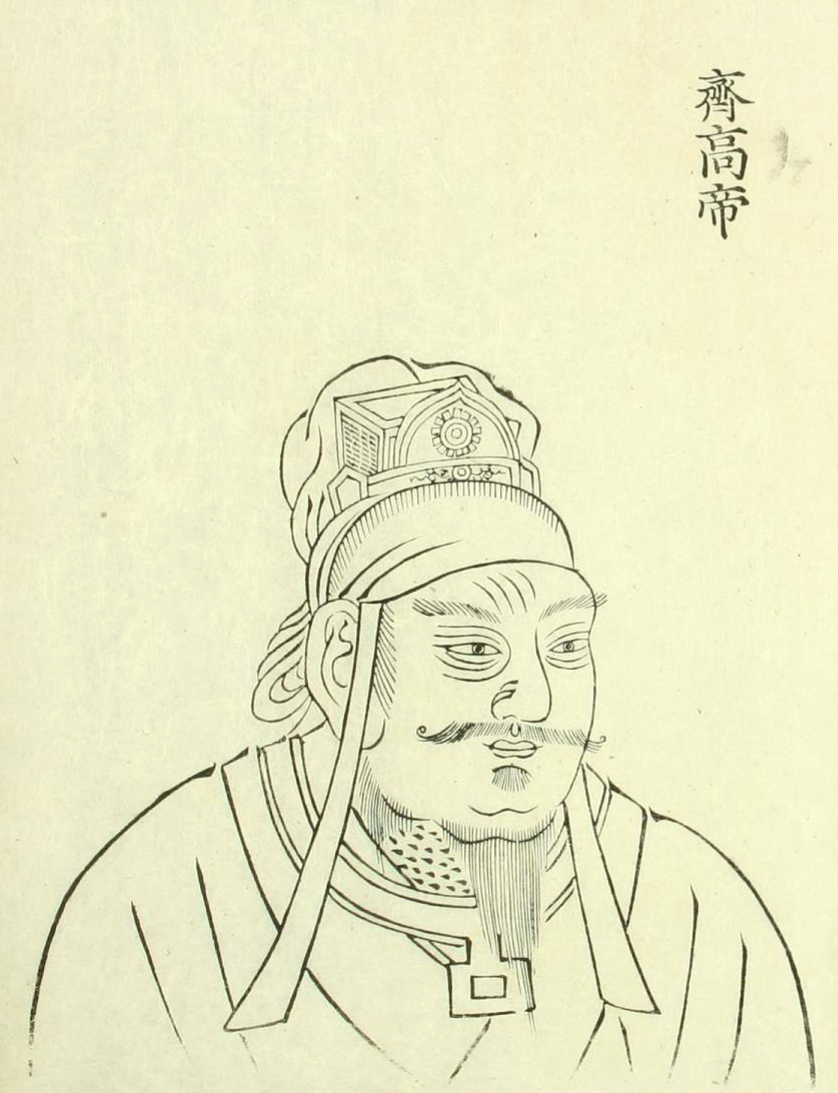
齊高帝蕭道成

因宋明帝擔心劉昱的叔叔們會威脅到他的統治，因此在統治晚期大肆諸殺宗室藩王，桂陽王劉休範因實在太過平凡而得以不受誅殺，但等到劉昱即位後，劉休範開始對皇位有覬覦之心，開始練習騎馬，招攬士卒兵馬，並於元徽二年（474年）五月在尋陽（今江西省九江市）舉兵造反，數天之內便得士卒兩萬餘人，馬匹五百匹。隨後兵發盆口，乘坐商旅船艦，沿著長江直取建康而來。劉宋大雷守將杜道欣、鵲頭守將劉諐等皆急忙將此事變告知朝廷，朝廷聞此消息，無不惶駭驚懼。
蕭道成與護軍將軍褚淵、征北將軍張永、中領軍劉勔、尚書左僕射劉秉、遊擊將軍戴明寶、驍騎將軍阮佃夫、右軍將軍王道隆、中書舍人孫千齡、員外郎楊運長等朝廷大臣，集中在中書省一起商議對策，但卻沒有一個人開口說話。
蕭道成見此便說道:「昔日長江上游的造反，皆因行事過於遲緩而導致失敗，劉休範此次造反必定吸取過去的教訓，令士卒輕裝直下長江，趁我等不備而來。所以如今應變的方法，不應該派兵遠征。若遠征的部隊戰敗，則我方軍心必定受挫。如今我們應當在新亭、白下兩處堡壘屯兵，並派兵堅守建康宮城、東府城、石頭城三處。則劉休範的軍隊千里孤軍深入，沒有後繼之力，求戰不得之下必定軍隊潰散瓦解。所以我請求由我率軍屯兵新亭作為前鋒，征北將軍張永則率兵駐守白下，中堂過去是軍隊集結的地方，因此應由中領軍劉勔屯兵在宣陽門指揮各軍。至於其餘各位大人請安坐殿內，不須盡出，我必能擊破叛賊劉休範的軍隊。」說完便下筆寫成議狀，在場的眾位大臣紛紛簽字同意。
但其中唯有中書舍人孫千齡，因為與劉休範早有秘密契約，因此獨排眾議說道：「如今我們應該和過去一樣派遣軍隊佔據梁山等地，禁軍若不離開白下城，則應該屯兵南州。」蕭道成正色說道：「如今叛賊已經攻近，怎可派軍趕到梁山呢！新亭乃是兵家必爭之地，所以我欲誓死殺敵以報國厚恩罷了。平时我可以委曲求全，聽取你的諸般意見，但今日事關重大，絕不可聽你所言。」大家散會離座後，蕭道成對劉勔說道：「中領軍您已經和在下商議好對敵之策，之後切不可隨意改變。」隨後蕭道成乘坐馬車，身著白服，率領前鋒軍隊抵達新亭。朝廷任命蕭道成為使持節、都督征討諸軍、平南將軍，加鼓吹一部。
一到新亭，蕭道成便開始修建城壘，但是尚未修築完畢，劉休範的叛軍前軍便已經抵達新亭了。蕭道成為了安撫士眾內心，於是解開衣服躺在床上，以示自己胸有成竹，隨後要來發布軍令的白虎幡，登上西邊的城牆。命令寧朔將軍高道慶、羽林監陳顯達、員外郎王敬則率領艦隊與叛賊進行水戰，從新林（胡三省注，古代港口名，距南宋建康城外二十里）至赤岸（古山名。今江蘇省南京市六合區東南）大破叛軍水師，燒其船艦，叛軍死傷甚眾。隨後叛軍在新林徒步上岸，蕭道成遣使稟報劉勔此處情況，接著命令手下使用大小浮橋渡上長江北岸。
此時，劉休範乘座肩輿率領叛軍來到新壘南側，蕭道成便派遣寧朔將軍、屯騎校尉、黃回和馬軍主周盤龍率領軍隊出壘與叛軍對陣。劉休範分兵攻打新壘東面，兩軍隨後短兵接戰，從巳時（9-11時）戰到午時（11-13時），見己方眾多兵將臉色都有點變色。蕭道成安撫眾將說道：「叛軍人雖然很多而軍陣卻是混亂不堪，不用多久我軍就可以把他們擊敗了。」隨後，蕭道成命龍驤將軍楊運長率領三齊射手七百人以箭矢掩護部隊，成功阻止敵軍直接攻打新壘。
刘休範身穿白色便服，坐着两人抬的轻便小轿，亲自登上新亭南面的临沧观，仅带数十名卫士。官军屯骑校尉黄回与越骑校尉张敬儿，商量向刘休範诈降，以便偷袭他。黄回对张敬儿说：“你可以取刘休範的性命，我曾发誓绝不诛杀亲王！”张敬儿把这打算报告萧道成，萧道成说：“如果你能够成功，就把本州赏赐给你。”张敬儿于是跟黄回出城南下，放下武器，边跑边大喊“投降”。刘休範大喜，把二人叫到轿旁，黄回假装传达萧道成的秘密旨意，刘休範信以为真，把两个儿子刘德宣、刘德嗣，送给萧道成作为人质。两个儿子一到，萧道成立即把他们斩首。刘休範把黄回、张敬儿留在身边，他的亲信李恒、钟爽，都加以劝阻，刘休範不听。这时刘休範每天饮酒，黄回看刘休範没有防备，便向张敬儿使一个眼色，张敬儿抽出刘休範的防身佩刀，砍下刘休範的人头，侍卫人员惊慌逃窜，张敬儿骑马飞奔，带着刘休範的人头跑回新亭。
劉休範叛變平定後，蕭道成威信日隆。劉昱年少，對蕭道成頗為猜忌。劉昱喜好弓馬，時常殺人取樂，又濫殺無辜，一次突然跑到蕭道成家中，道成是個大胖子，「方坦而晝臥，腹大如瓠」。劉昱玩心頓起，覺得這麼大的肚子是個絕好的箭靶，拿起箭來就「彎弓欲射其腹」。蕭道成苦苦哀求，左右隨從也紛紛勸解說：蕭大人肚子這麼大，這麼好的目標，一箭就射死太可惜了。好說歹說之下，劉昱答應去掉箭鏃才射，結果一箭射中肚臍，歡呼高歌而去。

### 篡宋建齊

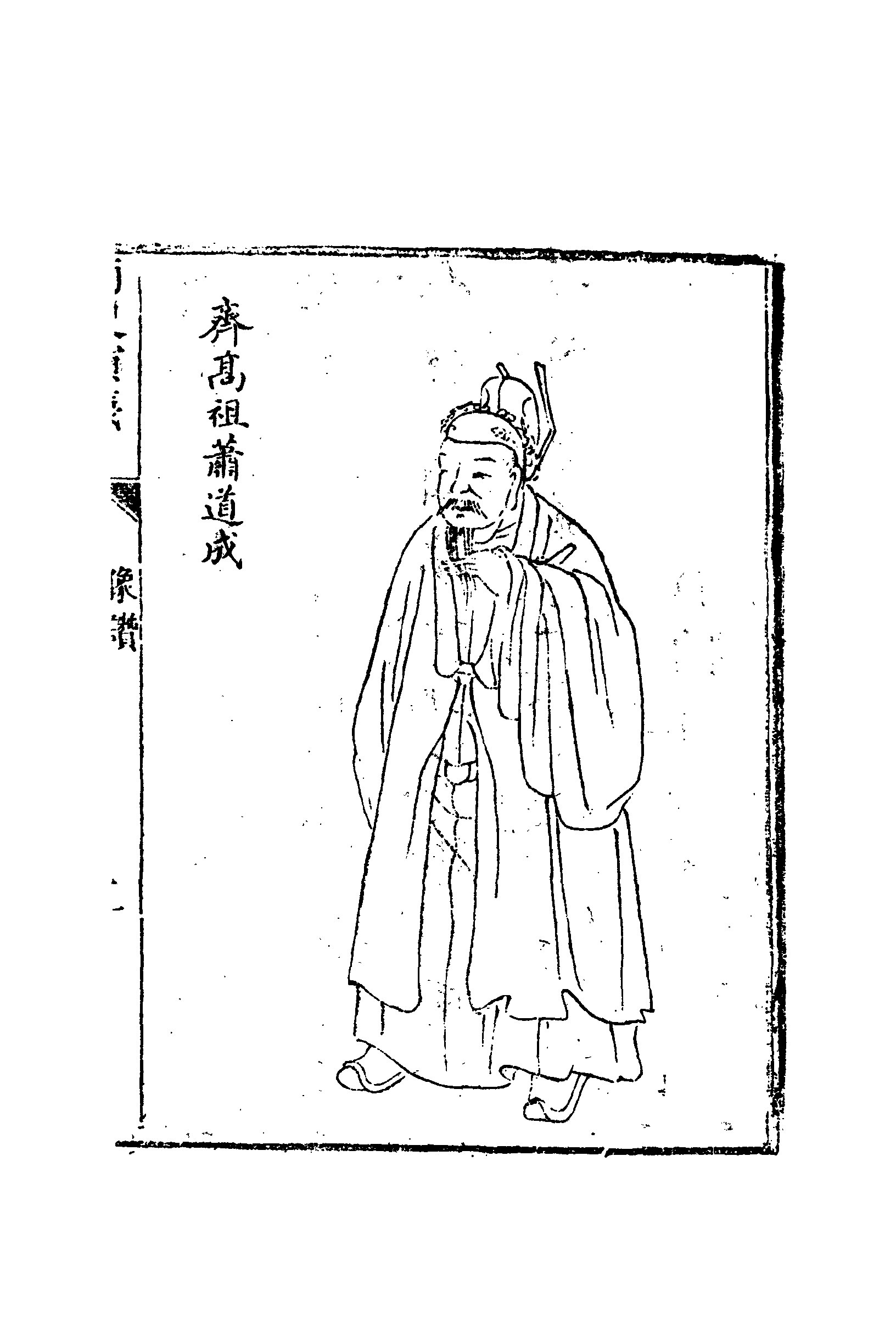
蕭道成

元徽五年（477年），劉昱被蕭道成所弒，蕭道成改立宋順帝劉準，獨攬朝政。同年和隔年（478年），道成又消滅了忠於宋室的尚書令袁粲和割据地方的荊州刺史沈攸之，宰制全國。同年，道成以谋反为由杀南平王刘伯玉。
昇明三年（479年），萧道成又翦除出镇地方的宗室武陵王刘赞、临川王刘绰等，以谋反为由诛杀鄱阳王刘士弘兄弟、原南平王刘宣曜兄弟等，邵陵王刘友、衡阳王刘伯道、始平王刘延之、巴陵王刘冲始、长沙王刘纂、南丰王刘颁等藩王也都在这一年“薨逝”，《南史》记载为“宋之王侯无少长皆幽死矣”。朝廷先後封蕭道成為相國，齊公、齊王。最终萧道成于三月辛卯（5月27日）逼迫順帝禪讓，篡宋自立為天子，國號齊，改元建元。登基后杀死包括顺帝在内的明帝诸子。
齊高帝為政務節儉，反对奢靡，并以身作则，将宫殿、御用仪仗等凡用金、铜制作的器具全部用铁器替代，衣服上的玉佩、挂饰等统统取消。高帝经常说：“使我治天下十年，当使黄金与土同价”，可见他的提倡节俭与身体力行。
齐高帝提倡节俭的政策减轻了人民的负担。他也与北魏和好，维护边境安定。这使得新生的南齐政权迅速走向轨道。建元二年（480年）起，實施檢籍政策，清查詐入士族籍貫的寒人。除了在政治上的功業，高帝也廣覽經學、史學書籍，善寫作文、書法和下棋。
建元四年三月壬戌（482年4月11日），齊高帝駕崩於臨光殿，與宋武帝一樣，在位僅四年，終年五十六歲。以太子萧赜繼位，是為齊武帝。
北宋的司馬光評論他：「高帝以功名之盛，不容於昏暴之朝，逆取而順守之，亦一時之良主也。」

## 經歷
- 元嘉二十三年(446年)－19歲：左軍中兵參軍
- 元嘉二十九年(452年)－25歲：襲封父親的晉興縣五等男爵位（食邑三百四十戶）
- 孝建初年(454年)－27歲：大司馬參軍
- 孝建三年(456年)－29歲：員外郎→直閣中書舍人
- 大明二年(458年)－31歲：撫軍參軍→建康令
- 大明五年(461年)－34歲：北中郎中兵參軍→武烈將軍、建康令、北中郎中兵參軍
- 景和元年(465年)－38歲：後軍將軍
- 泰始元年(465年)－38歲：右軍將軍
- 泰始二年(466年)－39歲：輔國將軍→驍騎將軍、衛軍司馬，封西陽縣侯爵位（食邑六百戶）→征北司馬、南東海太守、行南徐州事→假冠軍將軍、持節、都督北討前鋒諸軍事
- 泰始三年(467年)－40歲：都督南兗、徐二州諸軍事、南兗州刺史，持節、假冠軍將軍、都督北討前鋒諸軍事
- 泰始五年(469年)－42歲：都督南兗、徐、兗、青、冀三州諸軍事、南兗州刺史，持節、假冠軍將軍、都督北討前鋒諸軍事
- 泰始七年(471年)－44歲：散騎常侍、太子左衛率，加邑二百戶(食邑八百戶)
- 泰豫元年(472年)－45歲：右衛將軍、衛尉→右衛將軍、侍中
- 元徽二年(474年)－47歲：持節、都督征討諸軍、平南將軍→散騎常侍、中領軍、都督南兗徐兗青冀五州軍事、鎮軍將軍、南兗州刺史，持節，封西陽縣公爵位，加邑二千戶(食邑二千八百戶)
- 元徽四年(476年)－49歲：尚書左僕射、散騎常侍、中領軍、都督南兗徐兗青冀五州軍事、鎮軍將軍、南兗州刺史，持節
- 元徽五年(477年)－50歲：驃騎大將軍、開府儀同三司→驃騎大將軍、開府儀同三司、南徐州刺史→驃騎大將軍、開府儀同三司、南徐州刺史、督豫、司二州諸軍事
- 昇明二年(478年)－51歲：太尉、都督南徐、南兗、徐、兗、青、冀、司、豫、荊、雍、湘、郢、梁、益、廣、越十六州諸軍事，加邑三千戶（五千八百戶）→假黃鉞、都督中外諸軍事、太傅、領揚州牧、使持節、太尉、驃騎大將軍、錄尚書事、南徐州刺史
- 昇明三年(479年)－52歲：相國，總百揆、封十郡為齊公，備九錫之禮、驃騎大將軍、揚州牧、南徐州刺史→加封十郡為齊王、相國、揚州牧、驃騎大將軍、南徐州刺史
- 建元元年(479年)－52歲：登基稱帝，建立南齊王朝，改元建元
- 建元四年(482年)－55歲：駕崩于臨光殿，謚曰太祖高皇帝

## 家庭

### 父母
- 父：齊宣帝萧承之
- 母：宣孝皇后陳道正

### 異母兄
- 大哥 衡陽元王蕭道度
- 二哥 始安貞王蕭道生：其子蕭鸞即位為皇帝後追封其為景皇。

### 后妃
- 皇后
  - 劉智容，生武帝、豫章文献王嶷
- 妃嫔
  - 罗太妃，生武陵昭王萧曅，追封
  - 任太妃，生安成恭王萧暠
  - 何太妃，生始兴简王萧鉴、宜都王萧铿
  - 谢贵嫔，生临川献王萧映、长沙威王萧晃
  - 陆修仪，生鄱阳王萧锵、晋熙王萧銶
  - 袁修容，生桂阳王萧铄
  - 区贵人，生衡阳王萧钧
  - 张淑妃，生江夏王萧锋、河东王萧铉
  - 李美人，生南平王萧锐

### 兒女
- 兒

1. 萧賾：字宣遠，後為齊武帝，母高昭皇后劉智容。
2. 萧嶷：豫章文獻王，母高昭皇后劉智容。
3. 萧映：臨川獻王，母謝貴嬪。
4. 萧晃：長沙威王，母謝貴嬪。
5. 蕭曅：武陵昭王，母羅太妃。494年卒。
6. 萧暠：安成恭王，母任太妃。
7. 萧鏘：鄱陽王，母陸修儀。494年被齐明帝所杀。
8. 萧鑠：桂陽王，母袁修容。
9. 未命名，早亡。
10. 萧鑑：始興簡王，母何太妃。
11. 萧鈞：衡陽王，母區貴人。
12. 萧鋒：江夏王，母張淑妃。
13. 未命名，早亡。
14. 未命名，早亡。
15. 萧銳：南平王，母李美人。
16. 萧鏗：宜都王，母何太妃。
17. 未命名，早亡。
18. 萧銶：晉熙王，母陸修儀。
19. 萧鉉：河東王，母張淑妃。

- 女 
  - 長女 義興憲公主：下嫁沈文和
  - 次女 淮南長公主：下嫁王暕
  - 三女 臨海長公主：下嫁王彬

### 后裔
- 七世孙：萧德绪，唐朝银青光禄大夫、舒杭颍三州刺史、兰陵郡公。
  - 八世孫：萧元晃，徐州蘄县令。
    - 九世孫：萧凝，信州录事参军
      - 十世孫：萧鍊（？－805年），字惟柔，天德军摄团练判官、太原府参军。
        - 十一世孫：萧紹初
        - 十一世孫：乳名鄭兒[18]

## 延伸阅读
[在维基数据编辑]
 在维基文库阅读此作者作品（ 在维基共享资源阅览影像）
 《南齊書·卷1》，出自萧子显《南齊書》
 《南齊書·卷2》，出自萧子显《南齊書》
 《魏書·卷98》，出自魏收《魏书》
 《南史·卷04》，出自李延壽《南史》